# Giulia Scappino Murena
Giulia Murena, nota soprattutto come Giulia Scappino Murena (Ferrara, 1902 – Bologna, 1982) è stata una poetessa italiana.

## Biografia
Nel 1928 sposò l'imprenditore Domenico Scappino, da cui ebbe due figli.
Nel 1950 pubblicò Il poema di Gesù, una raccolta di duecentonovantadue sonetti di carattere religioso; l'opera le valse il Premio Nazionale per la Poesia religiosa d'Italia. Alfredo Galletti la candidò al Premio Nobel per la letteratura nel 1961 e nel 1962 e, negli stessi anni, il parlamentare Ugo Redano l'avrebbe candidata due volte al Premio Nobel per la pace.
Fu autrice di altri due libri, Umanità (1947) e Il cerchio dell'amore (1960), e lavorò come giornalista per Il Mattino.

## Opere
- Umanità, 1947.
- Il poema di Gesù, 1950.
- Nel cerchio dell'amore, 1960.